# Luchcza
Luchcza (ukr. Люхча) – wieś na Ukrainie, w obwodzie rówieńskim, w rejonie sarneńskim, w hromadzie Sarny. W 2024 liczyła 2216 mieszkańców.